# Gare d'El Kantara
La gare d'El Kantara est une gare ferroviaire algérienne située sur le territoire de la commune d'El Kantara, dans la wilaya de Biskra.

## Situation ferroviaire
La gare est située au nord de la ville d'El Kantara, sur la ligne d'El Guerrah à Touggourt. Elle est précédée de la gare de Aïn Touta et suivie de celle de Manbaa El Ghozlane.

## Service des voyageurs

### Desserte
La gare d'El Kantara est desservie par :
- les trains grandes lignes de la liaison Alger - Touggourt[1],[2],[3] ;
- les trains régionaux de la liaison Constantine - Biskra[4],[5],[6].